# Campionati europei di triathlon middle distance del 1985
I Campionati europei di triathlon middle distance del 1985 (I edizione) si sono tenuti a Åbenrå, Danimarca.

## Risultati

### Élite uomini
| Pos. | Nome             | Paese          | Totale  |
| ---- | ---------------- | -------------- | ------- |
|      | Peter Zijerveld  | Paesi Bassi    | 4:10:05 |
|      | Dirk Aschmoneit  | Germania Ovest | 4:11:52 |
|      | Magnus Lönnqvist | Finlandia      | 4:15:09 |

### Élite donne
| Pos. | Nome             | Paese       | Totale  |
| ---- | ---------------- | ----------- | ------- |
|      | Lieve Paulus     | Belgio      | 4:45:19 |
|      | Sarah Springman  | Regno Unito | 4:47:15 |
|      | Brigitta Sandahl | Svezia      | 5:04:23 |